# Guillaume Anne de Constant Rebecque de Villars

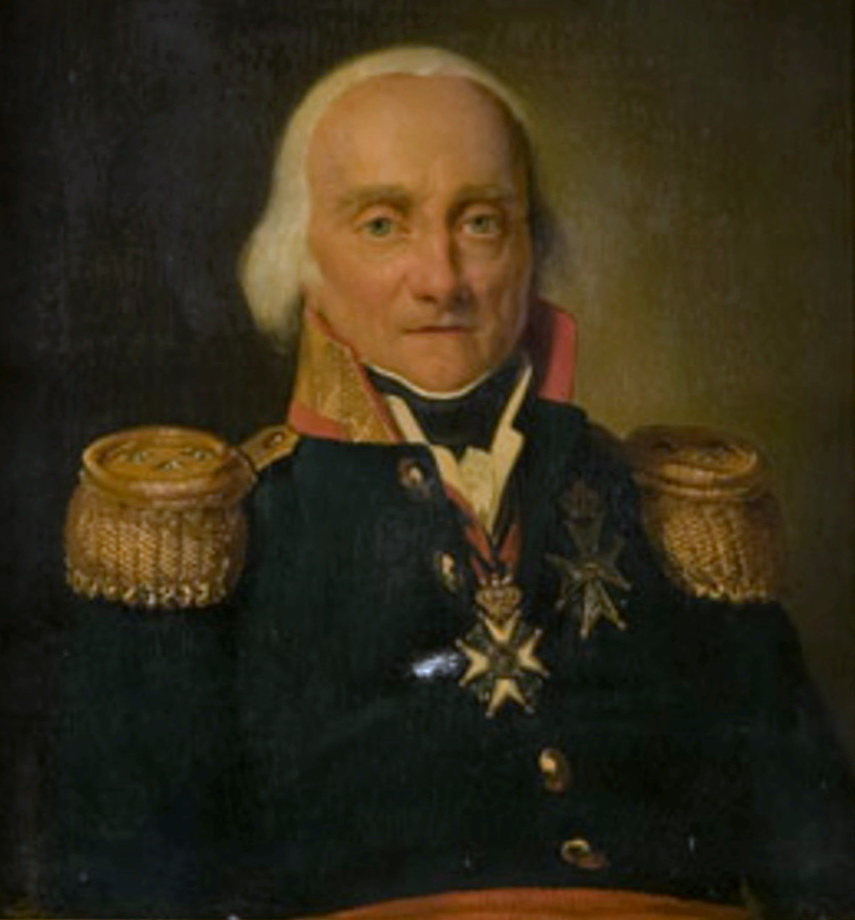
Portret van baron de Constant Rebecque de Villars met Militaire Willems-Orde in 1825

Guillaume Anne baron de Constant Rebecque de Villars (Den Haag, 24 april 1750 – aldaar, 12 augustus 1832), heer van Villars-Mendraz, was hoofd van de Zwitserse Garde, lijfwacht van Willem V van Oranje-Nassau, en een Nederlands generaal tot de Fransen onder generaal Pichegru in 1795 de Republiek bezetten. Op dat moment werd hij ontslagen uit het Staatse leger en verhuisde met zijn echtgenote naar Brunswijk waar hij landdrost werd. Hij nam deel aan het Rassemblement van Osnabrück, gevormd door overschotten van het Staatse leger en van Franse emigranten-korpsen. In 1800 trad hij in Britse dienst en kreeg het bevel over een regiment Hollanders. Constant Rebecque werd in 1814 - hij was toen al 64 - luitenant-generaal en opperbevelhebber van de strijdkrachten in de provincies Luik en Limburg te Maastricht. Hij nam deel aan de Slag bij Waterloo en werd op 8 juli 1815 door koning Willem I voor "verdiensten in het verleden" benoemd tot commandeur in de Militaire Willems-Orde.

## Jeugd en huwelijk
Guillaume Anne was een telg uit een Zwitsers adellijk geslacht De Constant Rebecque. Zijn vader David Louis de Constant Rebecque (1722-1785) trad in 1748 toe tot de lijfwacht van stadhouder Willem IV van Oranje-Nassau en Guillaume Anne werd het petekind van de stadhouder en Anna van Hannover. Bij deze gelegenheid ontving hij het brevet van vaandrig bij de Zwitserse lijfwacht. Zijn vader, amateur-musicus, acteur, pamflettist en dichter was bevriend met Voltaire. en had vanaf 1760 een jarenlange correspondentie met Isabelle de Charrière (Belle van Zuylen). David de Constant Rebecque trad eind 1764 in Franse dienst.
Guillaume Anne werd al op twaalfjarige leeftijd (1762) benoemd tot tweede luitenant en behoorde blijkbaar tot het vaste gezelschap van de prins. Hij trad in 1766 in dienst bij zijn regiment en doorliep vlot de verschillende rangen van de militaire hiërarchie; in 1773 werd hij bevorderd tot luitenant-kolonel, in 1779 tot kolonel.
In juli 1782 trouwde hij met de Gelderse Constantia van Lynden van Hoevelaken (freule Stans), die in het voorafgaande jaar in opspraak was geraakt vanwege een verhouding met stadhouder Willem V. Guillaume Anne had een oogje op haar en een huwelijk zou goed uitkomen, want de patriotten buitten de zaak uit door een felle campagne en de publicatie van een lasterlijke spotprent. De Pruisische ambassadeur Friedrich Wilhelm von Thulemeyer, die een affaire had met de moeder van Constantia, Agatha Theodora Geelvinck, stelde voor het huwelijk, uit het zicht van het grote publiek, te doen sluiten in Kleef. Het is evenwel om onduidelijke redenen Brussel geworden. Het echtpaar verhuisde meteen daarna naar Lausanne, waar in augustus 1783 een dochter werd geboren, maar keerde al in 1785 naar Holland terug.

## Staatse leger

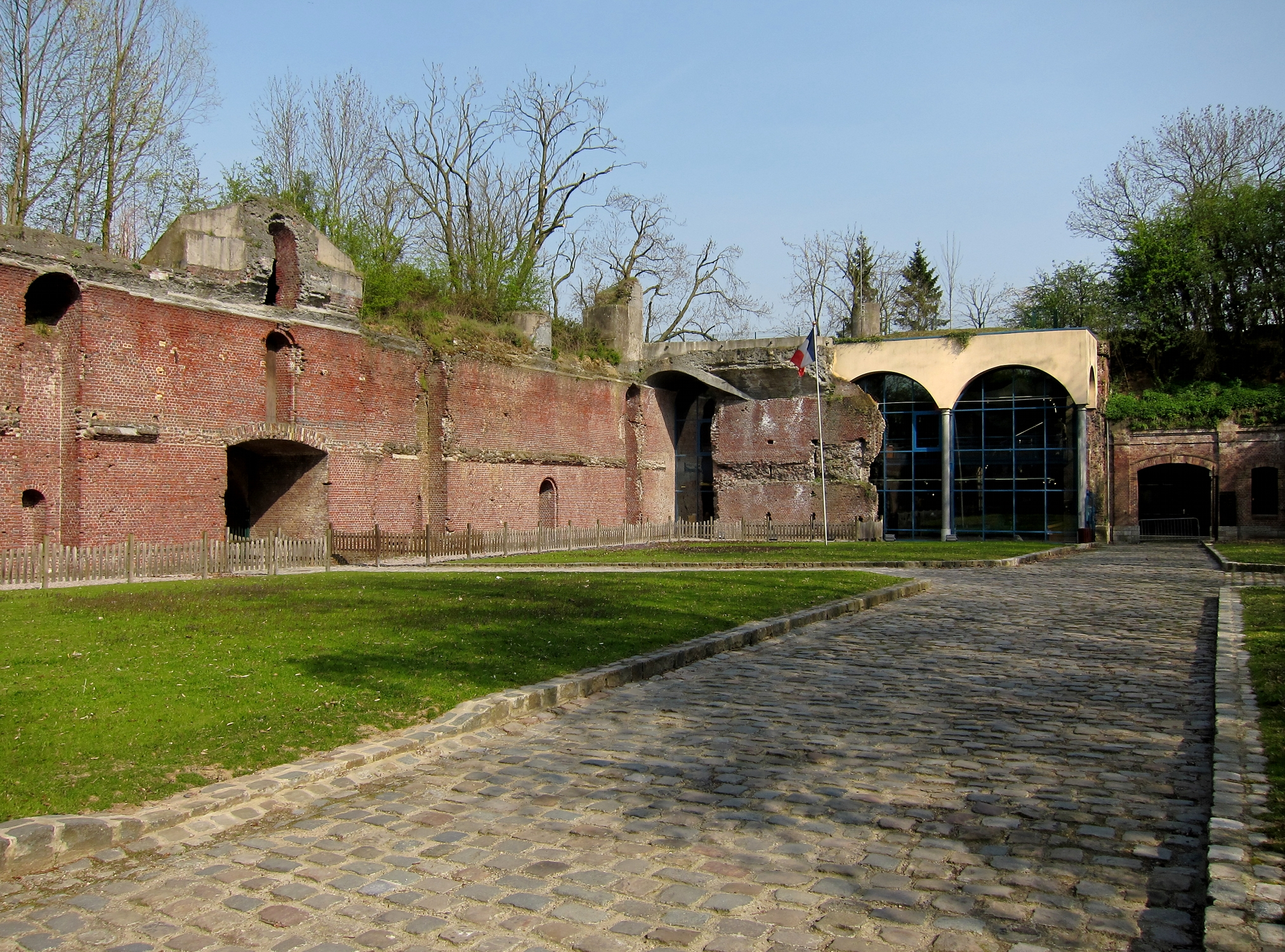
Verdedigingswerken van Bondues

De historicus Pieter Geijl beschreef de voorafgaande gebeurtenissen als volgt: 

"In november 1792 versloeg Dumouriez de Oostenrijkers bij Jemappes en de Oostenrijkers werden teruggedrongen tot achter de Rijn. Op 14 november trok hij Brussel binnen en op 16 november werd de Schelde geopend."

Op 1 februari 1793 had Frankrijk de oorlog aan de stadhouder en de Engelse koning uitgeroepen. Bij de aanvang van de veldtocht van 1793 van het Franse leger naar het Noorden stond Constant Rebecque aan het hoofd van de Zwitserse gardes, die op het einde van de maand maart de vesting Breda en het legerkorps van generaal Flers blokkeerden. De Nederlandse troepen kregen geen rust door aanvallen en schermutselingen met het Franse leger. prins van Oranje achtte het dan ook noodzakelijk om de vijand een hoofdtreffen te bieden, teneinde door een ernstige aanval, de vijand meer ontzag in te boezemen, en daarna zijn soldaten enige rust te verschaffen. In overleg met Frederik van York en de keizerlijke en Pruisische officieren Gomez en Schöler, trok hij op 18 augustus in twee colonnes op, tegen de militaire posten in Lincelles, Blaton en Bondues. Constant Rebecque en zijn Nederlandse en Zwitserse gardes kregen de taak de flankerende verdedigingswerken en het dorp stormenderhand te nemen. Kort daarna, op de 23ste augustus, werd Constant benoemd tot commandant van een eigen brigade. De Nederlandse posten bij Halewijn en Ronk werden op 12 september overvallen. De troepen moesten aanvankelijk voor de Franse overvallers wijken, waarbij een gedeelte van het regiment  omsingeld en gevangengenomen werd. Constant Rebecque werd ter ondersteuning van het bedreigde Halewijn gezonden, voerde aan het hoofd der bataljons May en Wartensleben een krachtige aanval tegen de Fransen uit en dreef deze tot achter het kasteel terug, zodat de Nederlanders zich weer in hun posities staande konden houden.

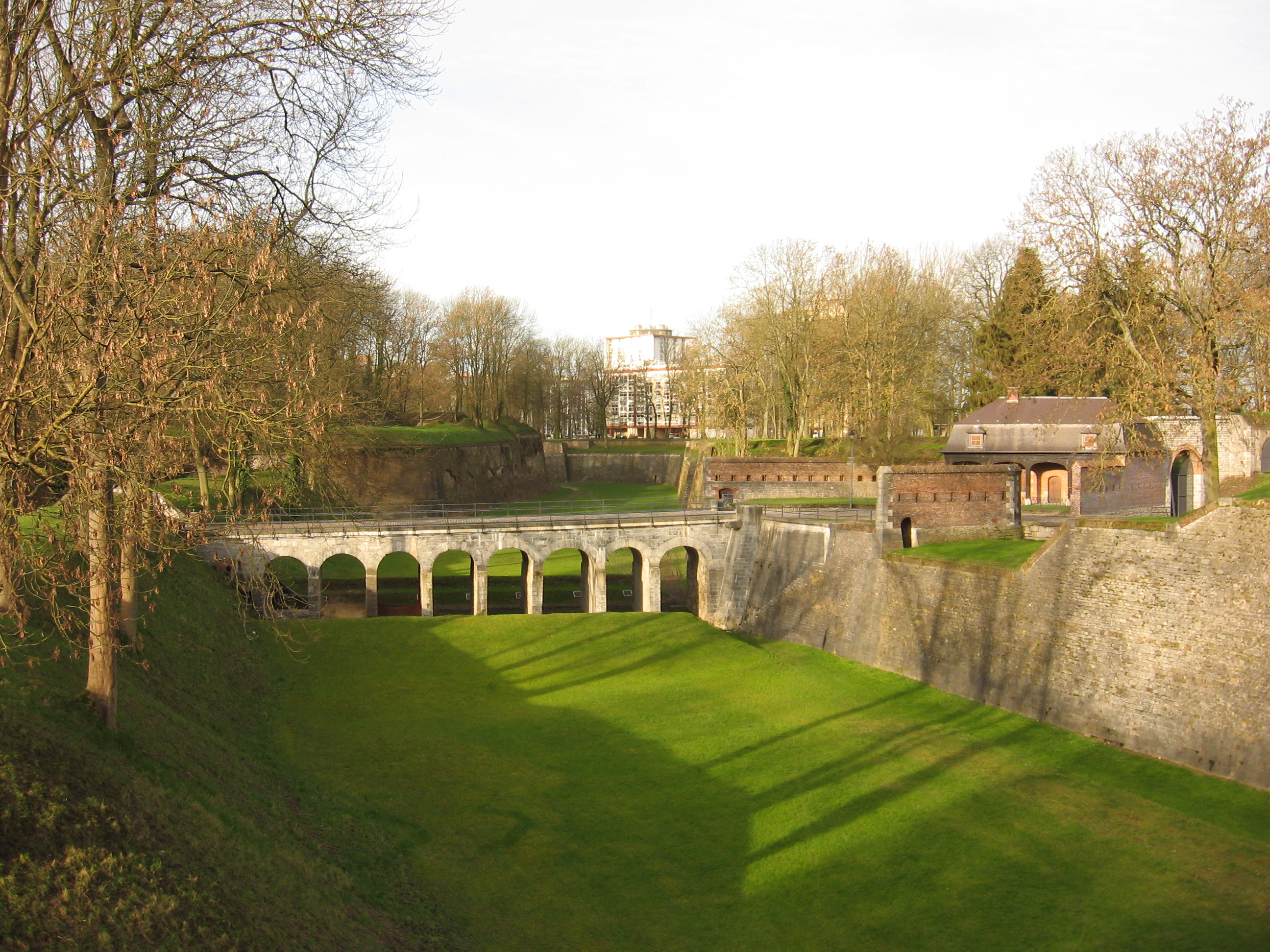
Vesting Maubeuge

Tijdens de Eerste Coalitieoorlog moesten de Oostenrijkers, Britten en Nederlanders zich na de slag bij Hondschote uit Frankrijk terugtrekken en op 13 september kon de overmacht van het Franse leger niet langer gestuit worden. Daendels leverde op 12/13 september 1793 slag bij het Vlaamse Wervik tegen het Nederlandse leger, waar prins Frederik door een kogel aan zijn schouder gewond raakte. Hij is van deze verwonding nooit geheel genezen. In de strijd langs de grensposten, die een jaar duurde, leerde Daendels het kunstje van de oorlog. De Staatse troepen werden tot een overhaaste terugtocht gedwongen en uiteengeslagen. Constant Rebecque maakte zich hierbij verdienstelijk door met grote inspanning de orde weer te herstellen. Nadat het leger opnieuw was verzameld, won het een aantal gevechten, met name bij Kortrijk. Op 15 en 16 oktober vond de Slag bij Wattignies plaats. Vervolgens werden de Staatse troepen ingezet om Maubeuge mee helpen te veroveren. Frederik Jozias van Saksen-Coburg-Saalfeld trok zich terug uit de stad. Daarna begon hij een campagne in Frankrijk, waarbij hij Condé, Valencijn, Le Quesnoy en Landrecies veroverde en heroverde men alle Franse posten aan de oevers van de Samber. Daarna trokken de Nederlandse troepen naar het kamp bij Bettignies. Rebecque werd met zijn brigade (vier bataljons en zes eskadrons) naar het zogenaamde Bois des Dames gezonden, om de Oostenrijkse troepen af te lossen. Op deze gevaarlijke post bleef hij onder het vuur der vestiging stand houden tot de blokkade de 18de oktober werd opgeheven, waarna hij met zijn brigade, onder bevel van de vorst van Frederik Karel August van Waldeck-Pyrmont, naar de abdij van Lobbes marcheerde. In januari 1794 werd Rebecque benoemd tot generaal-majoor der infanterie en in maart verkreeg hij het opperbevel van de brigade-gardes, als een nieuwe onderscheiding en beloning.

### Tweede invasie van het Franse leger

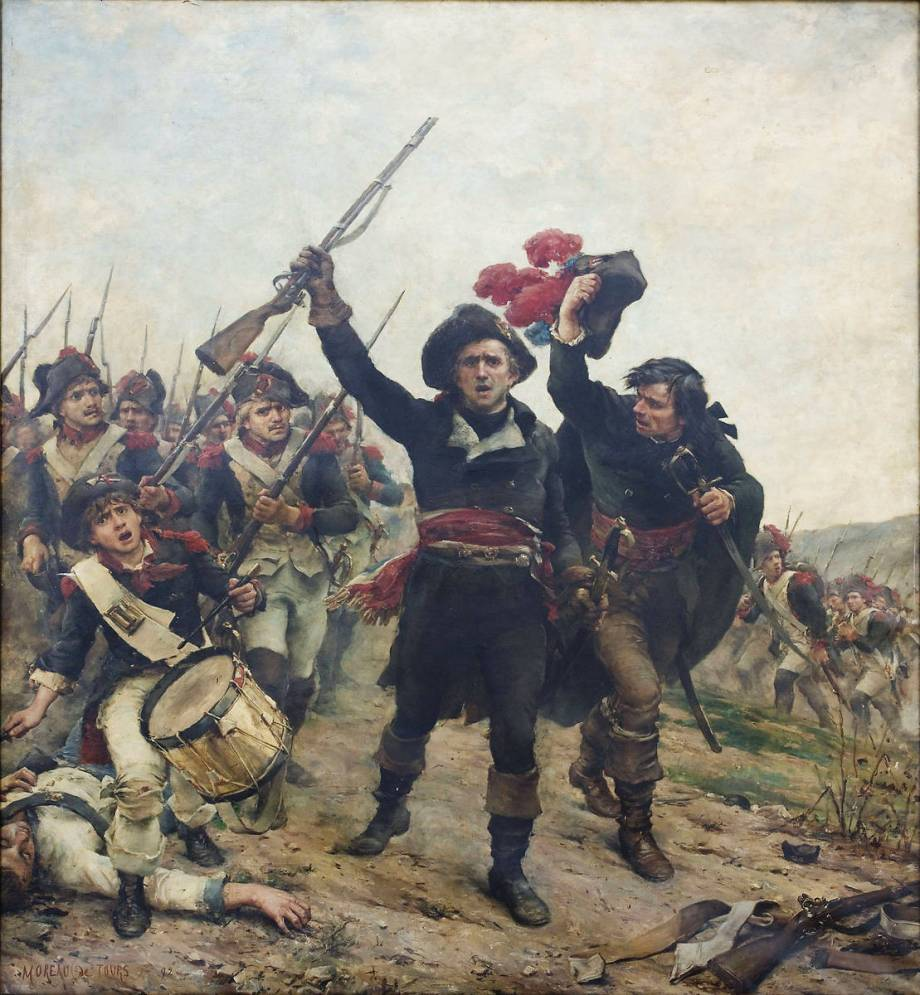
Lazare Carnot in de slag bij Wattignies

Het gehele geallieerde leger, op 16 april in de velden van Forest verenigd, ontving nu het bevel om de Fransen in hun versterkte posten aan te vallen. In de driedaagse bloedige gevechten werden de wegen geopend om Landrecies in te sluiten. De 20ste kreeg Rebecque de opdracht zijn garde tegen het sterkste gedeelte van het vijandelijke kamp aan te voeren, dat hij stormenderhand veroverde. De Britten en Oostenrijkers hadden een sterke positie langs de Samber tot aan zee. Na een vergeefse poging om het Oostenrijkse midden te breken, keerde Pichegru plotseling naar hun linkerflank en versloeg Clerfayt bij Kassel, Menen en Kortrijk, terwijl zijn onderbevelhebber Moreau op 18 mei Coburg versloeg in de Slag bij Tourcoing. Na een pauze, tijdens welke Pichegru een schijnaanval op Ieper deed, stortte hij zich nogmaals op Clerfayt en versloeg deze te Roeselare en tijdens de veldslag te Hooglede, terwijl Jourdan opmarcheerde met een nieuw leger van Samber en Maas, en de Oostenrijkers op 27 juni verpletterde in de Slag bij Fleurus. De Zuidelijke Nederlanden kwamen voor de tweede maal in korte tijd in Franse handen. Geijl beschreef de gebeurtenissen als volgt: 

"De Oostenrijkers trokken zich opnieuw terug achter de Rijn. De Engelse en de Nederlandse troepen weken uit naar het grondgebied van de Republiek. York verloor de Slag bij Boxtel in september en trok hij zich terug achter de Maas bij Grave. Eind september capituleerde het Fort Crèvecoeur. Op 9 oktober capituleerde Den Bosch. Pruisen onttrok zich aan de oorlog.  Hij riep de inwoners van Gelderland en Overijssel op zich vrij te maken en hun rechten terug te eisen. Daendels stelde zich zelf aan het hoofd en werd door de Fransen enige tijd in arrest genomen. "

Vervolgens kreeg hij van prins Frederik van Oranje het bevel met de helft van de colonne die door Frederik werd aangevoerd, tegen Fontaine-l'Evêque, dat sterk door de vijand bezet was, te marcheren en de vijand van daar te verdrijven. Deze aanval werd met succes bekroond. Het leger kreeg nu last terug te trekken; Constant Rebecque voerde gedurende de terugtocht naar Le Rœulx de achterhoede aan, totdat het leger bij 's-Gravenbrakel was aangekomen, waar Constant met de verenigde Nederlandse en Oostenrijkse troepen voorbij Zinnik gedetacheerd werd. Deze achterwaartse beweging was door Constant met evenveel beleid als koelbloedigheid gedekt. Uiteindelijk moesten de troepen terugtrekken naar de oude grenzen van het Gemenebest om er, grotendeels in de grensvestingen, versnipperd te worden.

### Bij de grote rivieren

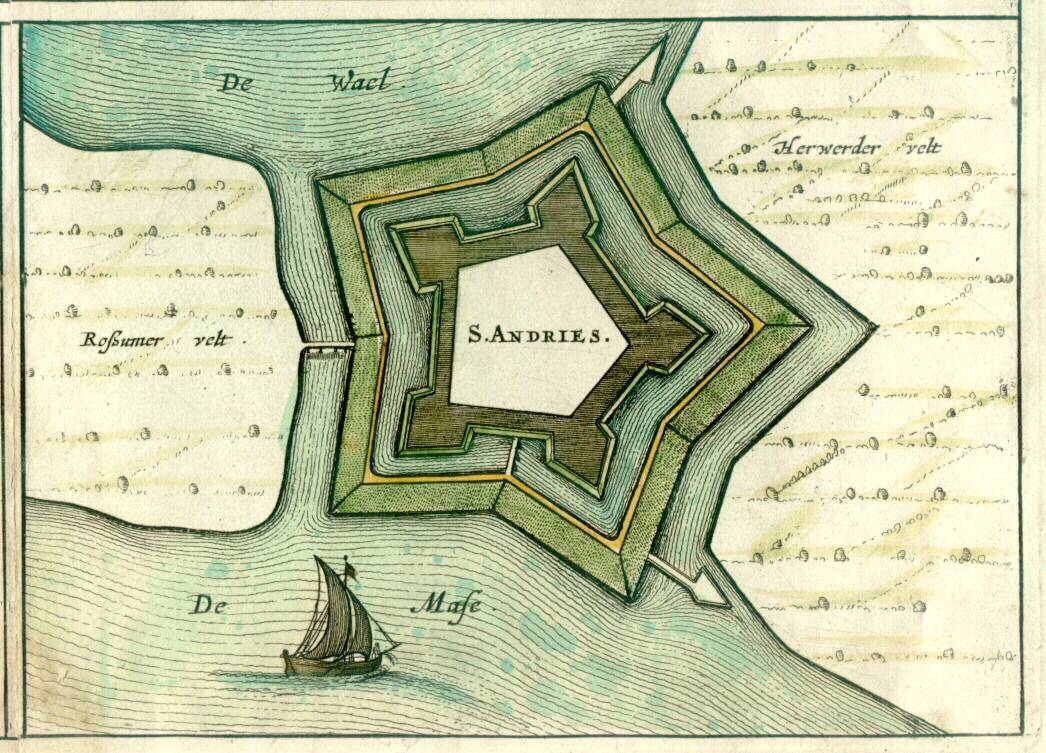
Fort St. Andries door Blaeu in 1649

Op 4 november viel Maastricht in handen van Kléber; op 8 november Nijmegen, dat sinds 19 oktober werd belegerd door Generaal Moreau, de bevelhebber sinds Pichegru ziek naar Brussel was vertrokken. Toen hij versterking kreeg van Souham viel de stad in handen van de Fransen. Op 12 januari verscheen de volgende spotprent in de Britse pers. Het grootste gedeelte van de nog mobiele troepen was achter de grenzen van Waspik verenigd, onder leiding van Constant Rebecque en werd opgedragen het Graafschap Holland te dekken. Hij ontving het bevel met zijn beschikbare troepen naar de Bommelerwaard te gaan en aldaar de Engelse troepen, onder bevel van generaal Ralph Abercromby te ondersteunen. Op 11 december ondernamen de Fransen, onder Jean Victor Marie Moreau en op initiatief van Daendels een aanval op het Fort Sint-Andries, gelegen bij Heerewaarden op een eiland, maar gerekend tot de Bommelerwaard. In een dikke mist kwamen 80 boten aangevaren, die Daendels had verzameld bij Fort Crèvecoeur, die vervolgens werden ingezet om troepen te vervoeren naar de daarvoor bestemde plekken. Toen de boten werden beschoten in het Bijlandsch Kanaal, zonk een aantal en de bemanning verdronk.
Op 15 december viel de vorst in en vroren de rivieren langzaam dicht. Op de 27e was Pichegru teruggekeerd uit Brussel maar besloot tot onmiddellijke actie. Een voorhoede van drie brigades (ongeveer 16.000 man?) stak (o.a. bij Empel, Bokhoven of Fort Orthen?) de Maas over onder leiding van Antoine Guillaume Delmas, Daendels en Pierre-Jacques Osten. Simon Schama vermeldt een massale aanval op die dag. Ze bereikten diezelfde avond Tuil. Op de 28e en 29 viel de dooi in; Fort Sint Andries dat slecht voorzien was van manschappen en munitie gaf zich over. Op de 30e begon het opnieuw te sneeuwen. Grave, verdedigd door de hertog van York, werd die dag in puin geschoten na een beleg van tien weken. Bij het ochtendgloren werden de Franse troepen teruggedreven over de Waal door David Dundas. Daendels werd op 1 januari 1795 overgeplaatst naar de Pyreneeën, en bevorderd tot generaal, maar zag kans die beslissing ongedaan te maken. De aanleiding was naar alle waarschijnlijkheid de mislukte actie op 11 december.
Geijl beschreef de gebeurtenissen in grote lijnen als volgt, helaas met een verwarrende chronologie: 

"Op 27 december trokken de troepen in verwarring terug op Willemstad, Slot Loevestein en Gorcum. De in de haast vertrokken troepen uit Zaltbommel (10 januari) konden pas bij Leerdam tot stilstand worden gebracht om de Linge te verdedigen. Geertruidenberg en Heusden hielden stand tot de 12e. Toen ook Leerdam was gevallen (op de 17e), trokken de troepen zich terug achter Vianen. De Alblasserwaard en het Eiland van Dordrecht werden prijs gegeven. Werkendam viel in handen van de Fransen, maar werd dezelfde dag heroverd. Prins Frederik kreeg bevel om Gorcum te bezetten, maar het doelloos heen en weer marcheren van de troepen in bijtende kou werkte demoraliserend. Het plan was een aanval te doen op Fransen over de Waal (op de 4e), hetgeen de Pruisische generaal Wallmoden lukte. Daendels deed op 2 januari een aanval op Heusden, mogelijk met de bedoeling hem terug te houden van avontuurlijke stappen. Krayenhoff vervoegde zich daar bij hem."

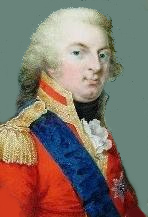
De hertog van York

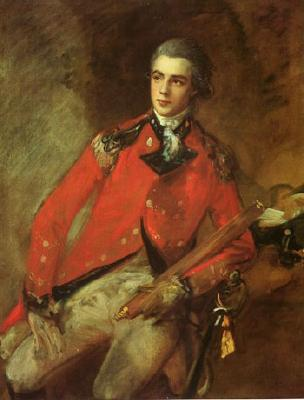
William Cathcart

Onder steeds dreigender wordende omstandigheden wist Constant Rebecque (met zijn brigade op de rechter Waal-oever stand te houden en de vijand drie dagen op te houden, tot hij door de prins van Oranje naar Leerdam werd gezonden, ter verdediging van de Linge (3 januari).
Op 4 januari 1795 werd Constant Rebecque weer naar de Waal geroepen, om de oever met medewerking van de Engelse troepen te verdedigen tegen de Fransen die bij Zaltbommel en Tuil de Waal overtrokken. Arthur Wellesley werd op die dag aangevallen bij Meteren. Op de 6e begon het opnieuw te dooien. Pichegru opereerde behoedzaam; hij was bang dat de bevoorrading in problemen zou komen. Omdat deze troepen op 7 januari zich terugtrokken op Geldermalsen verkreeg Constant Rebecque in Utrecht op een stafbijeenkomst het bevel om op Gorinchem terug te trekken, alwaar zijn brigade uiteen viel, omdat ze enkele dagen niet hadden gegeten.  Op de 8e verloren de Engelsen, die zonder dekens zaten, veel manschappen bij Geldermalsen; Walmoden wist de Fransen een slag toe te brengen bij Buren (stad). Het doorbreken van de dijken was vanwege het ijs geen optie, en op de 9e was opnieuw gaan vriezen.
Op zaterdag 10 januari liepen Franse troepen massaal over de Waal. De enorme ijsvlakte maakte troepenbewegingen gemakkelijk: van drie kanten kon het gewest Holland worden aangevallen. Jan Willem de Winter (?) viel Tiel aan, (andere Franse generaals, zoals Dominique Vandamme drongen de Oostenrijkers terug bij Pannerden, Ochten, Bemmel, Gendt). Op dezelfde dag viel Werkendam, nadat zij het dorp al op de 5de en 9de van die maand getracht hebben te veroveren. Geijl beschreef de gebeurtenissen verder als volgt: 

"Op 12 januari kreeg Pichegru, die draalde, bevel door te stoten en bezette Kuilenburg. Ralph Abercromby en/of William Cathcart trokken zich terug op Rhenen. Op 12 januari gaf Heusden zich over. (Op de 13e zou Wageningen zijn ingenomen.) Op de 14e plaatsten de Fransen een aanval op het hele gebied tussen Arnhem en Amerongen, met een hoofdaanval op Rhenen. Wallmoden verliet Rhenen, 300 gewonden of 7.000 zieken achterlatend, op de 14e en trok zich samen met de Engelsen in een barre tocht via Amersfoort en Apeldoorn over de verlaten en met sneeuw bedekte Veluwe terug achter de IJssel. De temperatuur zou twee weken lang niet boven nul komen. Op de 21e kwamen de troepen, die meer te lijden hadden van de kou dan van de Fransen, aan in Deventer. Op de 13e hadden de Staten van Utrecht onderhandelingen aangeboden met de Franse generaal Joseph Souham. Op de 15e gaf Utrecht zich over. Op de 16e capituleerde de provincie. Op de 17e bevond Daendels zich in Leerdam (?) en deed een oproep tot de bevolking. De Franse Émigrés werd te kennen gegeven zich in Enkhuizen te verzamelen. Vanuit Utrecht trokken Franse troepen naar Woerden en Gorcum. De prins maakte aanstalten te vertrekken. Hij wilde nog wel een poging doen Holland te behouden als de dooi zou invallen. De volgende dag was Daendels in Maarssen. De Staten van Holland besloten twee afgevaardigden naar Pichegru te zenden met het aanbod de Fransen als vrienden binnen te laten als de regering en de religie in stand konden blijven. De stadhouder, die schriftelijk afscheid had genomen van de Staten-Generaal en de Staten van Holland, werd niet meer genoemd."

## Bataafse Republiek
Constant Rebecque verkreeg op 18 januari van de stadhouder en Staten-Generaal de opdracht als parlementair bij generaal Pichegru en de representanten van het Franse volk een wapenstilstand te bemiddelen. Echter, met de bezetting der hoofdstad was ook het oude Gemenebest ter beschikking van de Fransen gevallen en werd de prinselijke familie genoodzaakt het land te verlaten. Constant Rebecque sloeg alle aanbiedingen om met zijn regiment in de Franse gelederen te dienen af, evenals het pensioen, dat bij de afdanking van die troepen aan de officieren werd toegekend, omdat dit streed met zijn beginselen om iets van het nieuwe bestuur aan te nemen.
Hij voegde zich bij zijn echtgenote, barones van Lijnden van Hoevelaken en werd benoemd tot landdrost van het hertogdom Brunswijk. Bij de aanname van die post deed hij vrijwillig afstand van aan die post verbonden traktement en emolumenten. Omstreeks dezelfde tijd vernam hij dat de prins van Oranje te Osnabrück het getrouw gebleven deel der troepen aan het verzamelen was. Hij vertrok hierheen en stelde zich onder de bevelen van de prins. Na het uiteengaan van dit zogenaamde Rassemblement werd Constant door de prins naar Berlijn ontboden; vandaar werd hij, in 1799, naar Zürich gezonden om de Landamman (advoyer) Von Steiger behulpzaam te zijn met de oprichting van een corps, dat uit Zwitserse vrijwilligers zou bestaan en bestemd was om het leger van aartshertog Karel van Oostenrijk-Teschen te versterken en tot de bevrijding van Zwitserland mee te werken. Staatkundige verdeeldheden en de overwinningen van de Franse troepen onder André Masséna belette de uitvoering van dit plan.
Constant Rebecque vertrok nu weer naar de prins van Oranje, die zich te Lingen bevond, en reisde met hem naar Engeland. Hier was hij de prins behulpzaam bij het oprichten van een corps Nederlanders in Engelse soldij, dat tot een sterkte van 6.000 man gebracht werd. In 1800 werden leiding en belangbehartiging van deze brigade toevertrouwd aan Constant Rebecque. Na een zeer actieve dienst in Engeland werd, na de Vrede van Amiens, de brigade afgedankt. Ter beloning van zijn diensten ontving Constant Rebecque van de erfprins van Oranje en de hertog van York het brevet van luitenant-generaal in dienst van zijn "Brittannische majesteit". Tot 1814 woonde hij in Hanau, niet ver van de woning van zijn schoonmoeder Agatha Theodora Geelvinck.

## Koninkrijk der Nederlanden
In het midden van februari 1814 volgde Constant Rebecque koning Willem I terug naar Nederland en werd benoemd tot luitenant-generaal in Nederlandse dienst en tot gezant naar Karel XIV Johan van Zweden de kroonprins van Zweden. Twee maanden later werd aan hem het opperbevel over het oostelijk gedeelte van het koninkrijk opgedragen, dat zich van Heusden tot Namen uitstrekte. Het omvatte 14 versterkte plaatsen en meer dan 28.000 man troepen. Op 8 juli 1815 werd hij benoemd tot commandeur der Militaire Willems-Orde. Op 1 januari 1816 werd Constant Rebecque benoemd tot bevelhebber over de provincies Luik en Limburg, waarbij bepaald werd dat zijn hoofdkwartier te Maastricht zou blijven. In september 1818 genoot hij de eer te Aken de keizers van Oostenrijk en Rusland, en ook de koning van Pruisen, in naam van zijn soeverein te begroeten en de staatszaken die aldaar behandeld werden te volgen. In december 1818 werd hij benoemd tot gouverneur van de Koninklijke Residentie Brussel, met de rang van grootofficier van de Kroon.
Op 19 oktober 1824 (Koninklijk Besluit nr. 86) werd hij ingelijfd bij de Nederlandse adel met de titel baron. Op 10 november 1828 werd Constant Rebecque ten slotte benoemd tot generaal van de Infanterie. Rond 1830, ten tijde van de Belgische Opstand trad hij terug. De blokkade van Maastricht maakte hij niet meer actief mee, hoewel zijn opvolger in Maastricht, Bernardus Johannes Cornelis Dibbets, pas in 1831 officieel benoemd werd.
- Système universitaire de documentation: 160268249
- Virtual International Authority File: 284560349